# Grundtjärnen (Kalls socken, Jämtland, 705265-136876)
Grundtjärnen är en sjö i Åre kommun i Jämtland och ingår i Indalsälvens huvudavrinningsområde. Sjön har en area på 0,0575 kvadratkilometer och ligger 639,1 meter över havet.

## Delavrinningsområde
Grundtjärnen ingår i det delavrinningsområde (705248-136911) som SMHI kallar för Mynnar i Konäsån. Medelhöjden är 673 meter över havet och ytan är 7,39 kvadratkilometer. Det finns inga avrinningsområden uppströms utan avrinningsområdet är högsta punkten. Vattendraget som avvattnar avrinningsområdet har biflödesordning 3, vilket innebär att vattnet flödar genom totalt 3 vattendrag innan det når havet efter 345 kilometer. Avrinningsområdet består mestadels av skog (96 procent). Avrinningsområdet har 0,14 kvadratkilometer vattenytor vilket ger det en sjöprocent på 2 procent.